# Leucocyphoniscus solarii
Leucocyphoniscus solarii är en kräftdjursart som beskrevs av Alessandro Brian 1914. Leucocyphoniscus solarii ingår i släktet Leucocyphoniscus och familjen Trichoniscidae. Inga underarter finns listade i Catalogue of Life.